# Bartolomé Quevedo
Bartolomé Quevedo   (Sahagún, c. 1510 - Toledo, 31 d'agost de 1569 (Gregorià)) fou un compositor lleonès del Renaixement.
Fou mestre de capella de Toledo amb forta oposició amb Rodrigo Ordóñez, l'oposició es dugué a terme el 4 de desembre de 1553 guanyant Quevedo per 23 vots a 14 que només assolí Ordóñez.
D'aquesta manera ocupà el lloc que havia deixat vacant en morir Cristóbal de Morales, ell també l'ocupà fins a la seva mort.